# Mendota, Minnesota
Mendota är en ort i Dakota County i Minnesota. Vid 2010 års folkräkning hade Mendota 198 invånare.